# Homalin
Homalin oder Hommalinn (burmesisch: ဟုမ္မလင်း မြို့) ist eine Kleinstadt im Nordwesten Myanmars und Hauptort der gleichnamigen Kommune im Distrikt Hkamti, Sagaing-Region. Die Stadt liegt an dem von hier bis zu seiner Mündung in den Irrawaddy schiffbaren Fluss Chindwin und verfügt über einen Flugplatz. In der Stadt leben rund 1500 Menschen. Vorherrschende Ethnien sind die Naga und die Chin. 
Homalin hat Flächenanteile am Wildschutzgebiet Tamanthi (Tiger, Elefanten, Gaur, Leoparden, Seraue, Bären). In der Stadt soll durch ein Infanterie-Bataillon der nationalen Streitkräfte Heroin produziert worden sein. So soll 1997 in ganz Myanmar 60 % des weltweit produzierten Heroins hergestellt worden sein.

## Geschichte
Im The Imperial Gazetteer of India von 1908 wurde berichtet, dass die Dampfer der Irrawaddy Flotilla Company wöchentlich zwischen Pakokku und Homalin verkehrten. Auch die Regierung von Myanmar betreibt auf dieser Strecke einen regelmäßigen Schiffsverkehr. Während des Zweiten Weltkriegs wurde die Stadt Ende Mai/Anfang Juni 1944 bis zu ihrer Niederlage von japanischen Truppen besetzt.
Am 6. August 1988 wurden durch ein Erdbeben, dessen Epizentrum sich in der Nähe von Homalin befand, drei Menschen getötet.

## Geografie
Homalin liegt nahe der Grenze zu Indien auf einer durchschnittlichen Höhe von 101 m Meereshöhe an einer Biegung des Flusses Chindwin. In seinem Hinterland befinden sich bewaldete Berge, die auf bis zu 2700 m Meereshöhe ansteigen. Die niedriger gelegenen Bergflanken werden teilweise landwirtschaftlich kultiviert. Der Ort Homalin umfasst eine Fläche von 1,12 Mill. Hektar, wobei auf landwirtschaftlich bewirtschaftete Flächen 7.300 Hektar und auf Waldgebiete 285.836 Hektar entfallen. In der Stadt mündet der Fluss Uyu in den Chindwin. Der Flusssand des Uyu enthält Gold, das in Zusammenarbeit mit Russland gewaschen wurde. 

## Klima
In Homalin herrscht feuchtes subtropisches Klima (Köppen: Cwa), das nahe dem Ort an einen Bereich tropischen Savannenklimas (Köppen: Aw) grenzt. Die durchschnittlichen Tageshöchsttemperaturen liegen während des ganzen Jahres über 25 °C und erreichen im April und Mai mehr als 33 °C. Nur von Dezember bis Februar liegen die durchschnittlichen niedrigsten Temperaturen während der Nacht unter 12 °C. Im Winter (November bis April) fallen wenige, im Sommer (Mai bis Oktober) viele Niederschläge.

## Verkehr
Die Stadt liegt an der Hauptstraße, die über 530 km Länge von Thabeikkyin über Paungbyin und Homalin nach Singkaling Hkamti führt. Schiffe verkehren auf dem Fluss Chindwin. Der auf 152 m Höhe gelegene Flughafen Homalin (IATA-Code: HOX, Länge der Rollbahn: 915 m) ist von touristischer Bedeutung und bietet Linienflüge nach Rangun und Mandalay.

## Wirtschaft
Die klimatischen Bedingungen in Hommallin sind günstig für Kautschukplantagen, wodurch viele Arbeitsplätze entstanden und die wirtschaftlichen Bedingungen und den Lebensstandard der Bevölkerung verbesserten. In den Kautschukplantagen wird auch Ananas kultiviert, was den aus dem Boden gezogenen wirtschaftlichen Ertrag noch steigert. 
Die Förderung von Gold aus dem Fluss Uyu erlebt einen Boom, seit die Regierung von Myanmar und das russische Unternehmen Victorious Glory International einen Vertrag über die Förderung von Gold und damit verbundenen Mineralien geschlossen haben.
Der Fluss Chindwin wird zur Gewinnung von Elektrizität genutzt. Das Hommallin Hydropower Projekt hat eine Leistung von 150 MW.